# 村井每早
村井每早（日语：／ Murai Kazusa，1975年12月28日—），日本女性配音員、旁白。出身於愛知縣名古屋市。身高163cm。B型血。
本名、舊藝名：（日文讀音相同）。聖心女子大學畢業。1994年以降經歷同人舎Production，1999年起現所屬東京俳優生活協同組合。

## 人物、逸事
音域：次女高音。興趣：游泳。擅長《哈姆太郎》系列的麗麗為代表作的可愛動物的角色，及《女惡魔人》瀧浦和美般的青春期少女。
2003年和同行高野直子一起組成雙人聲優組合「Waffle☆」。CD由KONAMI發行。
另外與城雅子有不錯的交情，2人經常私下共飲。

## 演出
粗體字表示主要角色。

### 電視動畫
年份不詳
- 麵包超人（小雪人〈第3代〉）

1996年
- VR快打（女B）

1997年
- CLAMP學園偵探團（女學生E、女學生D、美術社員E 等）
- 天才小魚郎（女孩子）
- 尼克斯特戰記EHRGEIZ（日语：ネクスト戦記EHRGEIZ）（女服務生）
- 馬赫GoGoGo (第2作)（風見舞）
- 烈火之炎（魅空）

1998年
- 天才小魚郎RV（チュエット、張梅梅[6]）
- 女惡魔人（瀧浦和美[7]）
- 南海奇皇（日语：南海奇皇）（一川穗波、時未）
- 名偵探柯南（山田智子）

1999年
- 麻辣教師GTO（橫山瑞樹、女子、女學生）
- 週刊故事樂園（日语：週刊ストーリーランド）（經理）
- 六翼天使之聲（日语：セラフィムコール）（千裕）
- ∀鋼彈（少女A）
- 炸彈人 彈珠人爆外傳V（ザマスボン）
- 魔法使俱樂部（澤野口早紀）

2000年
- 夢幻天女（秋山久美）
- 金田一少年之事件簿（國枝真紀）
- 幽浮寶貝（尤加利）
- 數碼寶貝大冒險02（本宮純）
- 哈姆太郎（麗麗、小桃的母親）
- BOYS BE…（新田千春）

2001年
- ANGELIC LAYER 天使領域（麻里亞）
- 鋼鐵天使2式（學生、女術者）
- 辣妹當家（山美由的母親）
- 光劍星傳EX（主婦B）
- Z.O.E Dolores, i（日语：Z.O.E Dolores, i）（接線生）
- 逮捕令 SECOND SEASON（蓮見由香）
- 神奇寶貝 雷公雷的傳說（瑪莉娜）

2002年
- 水瓶戰記Sign for Evolution（社員）
- 奇鋼仙女樓蘭（日语：奇鋼仙女ロウラン）（天道優）
- 灰羽連盟（眠）
- PIANO（篠原、大山）
- 驚爆危機！（女空服員、格蕾、碧川祥子、Danann）
- 翼神世音（護理人員）
- 魔法咪路咪路（亞美、薩布洛、南楓的母親〈南紅葉〉、白鳥愛、莫古、恰伊、主播、花娜獸、觀眾C）

2003年
- 青出於藍（女教師）
- E'S OTHERWISE（女性工作人員A）
- 神秘智慧石（蜜兒）
- 貯金大冒險（波、香芹、Cocco、丹麥麵包）
- 偵探學園Q（細江幸子）
- 驚爆危機？校園篇（Danann）

2004年
- 阿嘉莎·克莉絲蒂的名偵探白羅與瑪波（格拉迪斯）
- 北方戀曲 ～Diamond Dust Drops～（レナポン）
- 絢爛舞踏祭 The Mars Daybreak（羅潔塔）
- 哈姆太郎 ！[注 1]（哈姆太郎）
- 馳風競艇王、馳風競艇王V（日语：モンキーターン (漫画)）（波多野葉津木）

2005年
- 英國戀物語艾瑪（愛麗絲、旅館服務員）
- 冰上萬花筒（至藤響子）
- SHUFFLE！（芙蓉紅葉）
- MÄR 魔兵傳奇（女性店員）
- 驚爆危機！The Second Raid（格蕾、碧川祥子、Danann）

2006年
- 新星輝決鬥大師 FLASH（夢實陽花、老闆）
- ZEGAPAIN（伊佐拉）
- 哈姆太郎！[注 2]（哈姆太郎）
- 王牌酒保（加奈子）
- 南瓜剪刀（羅潔塔）
- 流星之洛克人（ケフェウス）

2007年
- 英國戀物語艾瑪 第二幕（愛麗絲）
- 王牌投手 振臂高揮（巢山英子）
- 花鈴的魔法戒（李美永）
- 機神大戰（湯上谷由美香）
- 鋼鐵神吉克（司馬菊江）
- 守護甜心！（日奈森綠、智沙）
- 旋風管家！（綾崎颯的母親）

2008年
- 花漾明星KIRARIN（高出寧子）
- 死後文（愛澤綺麗）
- 守護甜心！（智沙）
- 守護甜心!! 心跳（日奈森綠、水谷雛子、小閃）

2009年
- 戀愛班長（編輯）
- 守護甜心!!!心跳不已（日奈森綠）

2010年
- 王牌投手 振臂高揮 ～夏季大會篇～（巢山英子、清水）
- 少女妖怪 石榴（總角千代子）
- 變身！公主偶像（內木美美子的媽媽）
- 緣之空（渚一葉的母親）

2011年
- 哈姆太郎[注 3]（智沙）
- 架向星空之橋（神本圓佳的母親）

2012年
- 天才黃金腦 ～神之謎（大門靜）
- BLACK★ROCK SHOOTER（黑衣麻陶的母親）

2014年
- 天才黃金腦 ～神之謎3：宿敵！萊賽爾篇（大門靜）

2018年
- 驚爆危機！Invisible Victory（Danann）

2020年
- Healin' Good ♥ 光之美少女（花寺康子[8]）

### OVA
1996年
- 同級生2Special 畢業生（鳴澤唯）

1997年
- 海底嬌娃藍華（ブラック）

1998年
- 魍魎游擊隊（美女妖貓）
- 鐵拳 -TEKKEN-（接線員4）

2001年
- 鋼鐵天使零（鋼鐵天使）

2002年
- 哈姆太郎的生日 ～尋找媽媽 三千走走～（麗麗）

2003年
- 哈姆好友的尋寶大作戰 ～哈姆哈！美好的海邊暑假～（麗麗）

2004年
- 哈姆好友與彩虹王國的王子殿下 ～世界第一的寶藏～（麗麗）
- 哈姆好友的目標！哈姆哈姆金牌 ～跑吧！跑吧！大作戰！～（麗麗）

2007年
- EVOLVE../12 RMS-099 RICK-DIAS（女）

2009年
- BLACK★ROCK SHOOTER

### 電影動畫
2000年
- 機動戰士鋼彈 特別版（少年）
- 人狼 JIN-ROH

2001年
- 星際牛仔：天國之門（萊利記者）
- 哈姆太郎：哈姆哈姆樂園大冒險（麗麗）

2002年
- 哈姆太郎：哈姆哈姆哈姆迦！夢幻的公主（麗麗）
- 名偵探柯南：貝克街的亡靈（清水記者）

2003年
- 哈姆太郎：哈姆哈姆大獎賽！極光谷的奇蹟（麗麗）

2004年
- 哈姆太郎：哈姆太郎與不可思議的圖畫本高塔（麗麗）

2007年
- 福音戰士新劇場版：序

### 網路動畫
2001年
- 魔法遊戲（日语：魔法遊戯）

### 遊戲
1998年
- 永遠在一起（桑原泉）

1999年
- 純愛手札2（八重花櫻梨）

2000年
- 詹姆士·龐德：明日帝國（林慧）[注 4]
- 熱戰麻將2（深森遊輝）

2001年
- 超時空之旅NEOS（日语：エクソダスギルティー）（溫蒂）
- 機動天使ANGELIC LAYER 美咲與夢幻的天使們（柴田麻里亞）
- 真愛故事3（日语：トゥルー・ラブストーリー#トゥルーラブストーリー3）（柳瀨里佳）
- 心動美麗同盟 Lovely Star（日语：ドキドキプリティリーグ）（陪伴鵜鶘的少女）
- 純愛手札2 對戰方塊（八重花櫻梨）
- 徽章戰士5 煤竹村的轉學生（日语：メダロット5 すすたけ村の転校生）（大和、木葉）
- 莉莉的鍊金工房 ～薩爾博格之鍊金術士3～（卡琳·法布里克）

2002年
- Zero4 Champ（日语：ゼロヨンチャンプ）系列 Drift Champ（松原綾乃）

2003年
- 貯金大冒險2 闇之金幣國王與女王（日语：コロッケ!2 闇のバンクとバン女王）（波）
- 貯金大冒險3 砂糖王國之謎（日语：コロッケ!3 グラニュー王国の謎）（波）
- 魔法咪路咪路 對戰魔法球（薩布洛）
- 魔法咪路咪路 咪路的魔法學校物語（薩布洛）

2004年
- 貯金大冒險Great 時空的冒險者（日语：コロッケ!Great 時空の冒険者）（波）
- （麗麗）

2005年
- 貯金大冒險DS 天空的勇者們（日语：コロッケ!DS 天空の勇者たち）（波）
- 魔法咪路咪路 心跳回憶大恐慌（亞美、薩布洛）

2006年
- ZEGAPAIN XOR（日语：ゼーガペイン (テレビゲーム)）（伊佐拉）

2013年
- 幻獸姬（芙雷）

2015年
- 聖火降魔錄if（莉莉絲、卡西塔）

2018年
- 驚爆危機！ 戰鬥的Who Dares Wins（通信士官）

2019年
- 聖火降魔錄 英雄雲集（蒂特、莉莉絲、卡西塔）

### 廣播劇CD
- Weiß kreuz Wish A Dream collection II A four-leaf clover（護理人員）

### 外語配音

#### 電影
- 美國派（娜蒂亞〈夏儂·伊莉莎白〉）
- 美國派2（娜蒂亞〈夏儂·伊莉莎白〉）
- 美國派4：美國重逢
- 王牌大賤諜
- 紐約的秋天（英语：Autumn in New York (film)）
- 彈雨（英语：Ballistic Kiss）
- 太陽背後（英语：Behind the Sun (film)）（克拉拉〈弗拉維亞·馬可·安東尼奧〉）
- 愛的困惑（英语：Besieged (film)）
- 魔法電波（伊娃·維斯提考夫〈艾莉西亞·席薇史東〉）※DVD版。
- 井下營救
- 腳踏三條船（帕特里卡〈賈姬·維拉斯克斯（英语：Jaci Velasquez）〉）
- 神經殺手（英语：Confessions of a Dangerous Mind (film)）（黛比〈瑪姬·吉倫荷〉）
- 絕命大北極
- 深海攔截大海怪 ※影碟版。
- 捕夢網
- 迷情追緝令（英语：Eye of the Beholder (film)） ※影碟版。
- Fatal Conflict
- 出軌鴛鴦（英语：Four for Venice）（羅莎〈潘蜜拉·馬誇德（英语：Pamela Marquardt）〉）
- 大開殺戒（英语：Get Carter (2000 film)）（奧黛麗〈葛雷琴·莫爾〉[注 5]）※DVD、VHS版。
- 熱血高速（莫莉·普爾〈蘿娜·米莎〉）※DVD版。
- 冰雨（英语：Ice Rain (film)）（權尚熹）
- 心靈角落（克勞迪婭·威爾遜〈梅蘿拉·沃特斯（英语：Melora Walters）〉）
- 尼古拉斯的禮物（英语：Nicholas' Gift）（亞歷山德拉〈伊莎貝拉·法雷利〉）※VHS版。
- 奪命747（日语：エアポート2001）
- 那年夏天（徐正仁〈秀愛〉）
- 拳霸
- 惡猛寄生體（日语：エンバイロン）（奇姆〈瑪格麗特·湯普森〉）
- 錄到鬼3：姻屍錄（克拉拉〈拉蒂西亞·多瑞拉〉）
- 火拼時速（女服務生）
- 影子勇士2
- 心動
- 最後的契約（英语：The Last Contract）
- 蜀山傳（弧月大師／李英奇〈張栢芝〉）
- 魔蠍大帝4：王權爭霸（瓦麗娜·雷斯科夫〈伊蓮·霍曼（英语：Ellen Hollman）〉）
- 少林寺（白無瑕〈丁嵐〉）※DVD版。
  - 少林小子（二鳳〈丁嵐〉）※DVD版。
- 英雄鄭成功（薛良〈蔣勤勤〉）
- 極地求生路（卡納拉克〈安娜貝拉·匹噶圖（英语：Annabella Piugattuk）〉）
- 意外的春天
- 陰森林（凱蒂·沃克〈茱蒂·葛瑞兒〉）
- 這是我父親（英语：This Is My Father）
- 驚悚
- 冬蔭功（普拉〈邦歌·江瑪麗〉）
- 致命砍人節（英语：Valentine (film)）（雪萊·費雪〈凱瑟琳·海格〉）
- 惡魔咆哮2（英语：Wishmaster 2: Evil Never Dies）（莫甘娜 〈荷莉·菲爾茲（英语：Holly Fields）〉）

#### 電視影集
- 壞男人（崔善英〈金旼序〉）※NHK版。
- 鐵證懸案（第6季：年輕時的Cloria、第7季：Misia Sullivan）
- CSI犯罪現場：邁阿密（第3季：Haba、第7季：其他配角）
- 後宮（清姿）
- 急診室的春天
  - 第3季（Miller〈Gary LeRoi Gray〉、少年）
  - 第5季（JJ〈Sarah Godshow〉）
  - 第6季（Quinn〈Brooke Bloom〉）
  - 第7季（Emily Perrault〈Jamie Renee Smith〉）
  - 第11季（Romy〈Jurnee Smollett-Bell〉）
  - 第13～15季（蘇瑞護士〈納西姆·帕杜雷德〉）
- 賭城風雲（石彩虹〈童菲〉）
- 我是傳說（梁雅琳〈玄朱妮〉）
- 黑道家族
- 神秘召喚系列（Lindsay Walker〈A. J. Cook〉）
- 衛子夫（平陽公主〈周勵淇〉[9]）

#### 動畫
- 野蠻人德夫（英语：Dave the Barbarian）（Candy〈Erica Luttrell〉）
- 大力士（英语：Hercules (1998 TV series)）（女性）
- 校園嬌娃（可可）

### 旁白
- MUSIC STATION（朝日電視台系列）
- MINI MUSIC STATION（同上）

### 廣告
- 橫濱銀行 電台廣告

## 音樂作品

### 角色歌曲
| 發行日期 | 標題                        | 名義                                                             | 曲名                       | 商業搭配                  |
| 1999年   | 1999年                      | 1999年                                                           | 1999年                     | 1999年                    |
| -------- | --------------------------- | ---------------------------------------------------------------- | -------------------------- | ------------------------- |
| 12月23日 | 純愛手札2 Vocal Tracks      | 八重花櫻梨（村井每早）                                           | 「」                       | 遊戲《純愛手札2》相關歌曲 |
| 2000年   |                             |                                                                  |                            |                           |
| 5月10日  | 純愛手札2 Vocal Tracks 2    | 八重花櫻梨（村井每早）                                           | 「」                       | 遊戲《純愛手札2》相關歌曲 |
| 2001年   |                             |                                                                  |                            |                           |
| 3月21日  | 純愛手札2 Vocal Tracks 3    | 八重花櫻梨（村井每早）、白雪美帆（橘光）、佐倉楓子（前田千亞紀） | 「」                       | 遊戲《純愛手札2》相關歌曲 |
| 3月21日  | 純愛手札2 Vocal Tracks 3    | 八重花櫻梨（村井每早）                                           | 「蒼鳥」                   | 遊戲《純愛手札2》相關歌曲 |
| 8月29日  | 純愛手札2 Vocal Tracks 4    | 八重花櫻梨（村井每早）                                           | 「Steppin' to love」       | 遊戲《純愛手札2》相關歌曲 |
| 11月7日  | 真愛故事3 歌唱精選          | 柳瀨里佳（村井每早）                                             | 「STAND BY ME」            | 遊戲《真愛故事3》相關歌曲 |
| 2002年   |                             |                                                                  |                            |                           |
| 5月22日  | 純愛手札2 Vocal Tracks 5    | 八重花櫻梨（村井每早）                                           | 「」                       | 遊戲《純愛手札2》相關歌曲 |
| 5月22日  | 純愛手札2 Vocal Tracks 5    | Hibikino Happy Bells                                             | 「Ringings go on forever」 | 遊戲《純愛手札2》相關歌曲 |
| 12月25日 | 純愛手札2 Vocal Tracks Best | 八重花櫻梨（村井每早）                                           | 「」                       | 遊戲《純愛手札2》相關歌曲 |

## 腳註

## 外部連結
- 村井每早｜東京俳優生活協同組合 （日語）
- （日語）－村井每早的官方個人部落格。